# Richard Bauckham

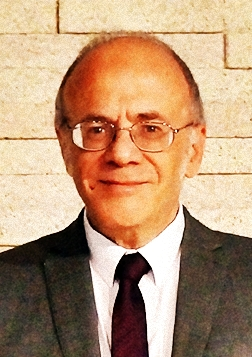
Richard Bauckham, 2016

Richard John Bauckham (* 22. September 1946 in London) ist anglikanischer Theologe und Professor für Neues Testament. Er vertritt die Auffassung, dass sich die Evangelien stark auf Augenzeugenberichte stützen. Sein Buch Jesus and the Eyewitnesses (2006; deutsch: Jesus und die Augenzeugen) gewann mehrere Preise (vgl. unten Auszeichnungen) und hinterließ in der Fachwelt einen starken Eindruck.

## Werdegang
Nach Schulbesuch in London studierte Bauckham an der Universität Cambridge, wo er am Clare College Geschichte belegte (1966–1972) und den Grad eines Ph.D. erwarb, mit seiner Studie über den in Cambridge tätigen Puritaner William Fulke (1538–1589). Ebenfalls in Cambridge wurde er Mitglied des St. John’s College (1972–1975). Danach lehrte er ein Jahr lang Theologie an der Universität Leeds und von 1977 bis 1992 an der Universität Manchester, wo er zunächst Lehrbeauftragter und dann Dozent für Geschichte des christlichen Denkens war. Während dieser Periode verschob sich sein Forschungsinteresse zunehmend in Richtung Neues Testament und dessen Umwelt, insbesondere in Richtung antikes Judentum und außerkanonische frühchristliche Literatur.
1992 folgte er dem Ruf auf eine Professur für Neutestamentliche Studien an der Universität Saint Andrews. Im Jahr 2007 trat er frühzeitig – als 61-Jähriger – in den Ruhestand, um sich auf seine Forschungen und deren Publikation zu konzentrieren. Mit seiner früheren Universität verbindet ihn das Projekt zur Publikation weiterer alttestamentlicher Pseudepigraphen. Nebenberuflich war er „General Editor“ (Herausgeber) der Society for New Testament Studies Monograph Series (1996–2002).
Er ist Senior Scholar am Ridley Hall College in Cambridge und Gastprofessor am Sankt Mellitus College in London. Bauckham ist anglikanischer Theologe, aber kein ordinierter Priester. Er gehörte einige Jahre lang zur „Lehrkommission“ („Doctrine Commission“) der Church of England.

## Forschungsgebiete und Lehrtätigkeit
Bauckham publizierte vor allem im Bereich der neutestamentlichen und frühchristlichen Forschung. Ein besonderer Fokus liegt auf dem Judenchristentum. Er erforschte die Verwandtschaft Jesu und befasste sich mit einer zentralen christologischen Frage, wie die Urgemeinde, die anfangs vorwiegend aus Judenchristen bestand, also aus strengen Monotheisten, dahin kam, Jesus „Herr“ zu nennen. Bauckham beschrieb die in den Evangelien namentlich erwähnten Frauen. Er untersuchte die Offenbarung des Johannes, verfasste einen Kommentar zum 2. Petrusbrief und zum Judasbrief. Darüber hinaus betrachtete Bauckham die Bibel thematisch im Hinblick auf Politik und Ökologie. Insgesamt veröffentlichte Bauckham etwa 20 Bücher als Alleinautor und mehr als 200 Artikel.

### Evangelien: auf Augenzeugenberichten basierend
Ein Schwerpunkt von Bauckhams Forschung betrifft die Historizität der Darstellung Jesu in den Evangelien. Einige seiner Vorlesungen („Die Evangelien als Geschichte: Vergleiche mit antiker und moderner Geschichtsschreibung“) wurden im Scottish Journal of Theology publiziert. Er argumentiert für den historiographischen Charakter des Johannesevangeliums. Dabei beleuchtet er die Merkmale jüdisch-biographischer Geschichtsschreibung. Seine Identifikation des im Johannesevangelium vorkommenden Lieblingsjüngers mit dem Presbyter Johannes, den Bauckham im Anschluss an Papias für den Verfasser dieses Evangeliums hält, stößt allerdings auf Skepsis. Bauckhams Buch über die Evangelien als Zeugnisse von Augenzeugen (2006) fand vor allem bei konservativen Neutestamentlern große Beachtung. Darin stellt Bauckham die Evangelien in den Kontext der antiken Geschichtsschreibung. Gestützt auf Papias meint Bauckham, dass Markus Erinnerungen des Petrus noch zu dessen Lebzeiten aufgeschrieben habe. Petrus habe die Überlieferung der Worte und Taten Jesu in Form von Chrien weitergegeben, das heißt als kurze, bewusst geformte Einzelstücke, wie sie etwa Theon von Alexandria in seinen Progymnasmata definiert hatte. Beim Johannesevangelium sieht Bauckham die „Wir“-Form zu Beginn (Joh 1,14-16 ) und am Ende (Joh 21,24-25 ) als Ausdruck für den Anspruch auf höchste Zeugen-Autorität. Dazu existieren in der antiken Geschichtsschreibung Parallelen, z. B. Dionysios von Halikarnassos über die Eloquenz des Demosthenes.

### Ökologische Theologie: Bauckhams „grüne“ Bibelauslegung
Bauckham hält die Aussagen der Bibel auch im Hinblick auf ökologische Fragen für wichtig. In der Theologie geht es bei der ökologischen Ethik um das Verhältnis zwischen der Menschheit und dem Rest der Schöpfung. Bauckham sieht die in biblischen Texten erkennbare Aufgabe des Menschen im Hinblick auf die Natur nicht als Herrschaft („dominion“), sondern als Verwaltung („stewardship“). Das betont er in einem Artikel, der sich mit dem einflussreichen Aufsatz von Lynn White über die historischen Wurzeln unserer ökologischen Krise (The historical roots of our ecological crisis, 1967) auseinandersetzt. Dieser und andere seiner früheren Artikel zum Thema fasste Bauckham in einem Sammelband zusammen, der 2012 erschien; der Untertitel des Bandes spricht von einer Green Exegesis (grüne Exegese).
In seinem 2010 veröffentlichten Buch The Bible and Ecology (Die Bibel und Ökologie) spricht er von der „Community of Creation“ (Schöpfungsgemeinschaft). Bauckham sieht in der Bibel neben dem Gebot an den Menschen zu herrschen (Gen 1,26+28 ) noch viele weitere Aspekte zum Thema der Ökologie. Er folgt einer Tradition, die den Menschen als Genossen („fellow-creatures“) der anderen Geschöpfe Gottes sieht. In dieser Tradition wirkt z. B. Albert Schweitzers „Ehrfurcht vor dem Leben“ weiter.
Gemäß Bauckham lehre das Buch Hiob den Menschen Demut vor den Geheimnissen des Universums des Schöpfers. Und die Naturpsalmen zeigen die Schönheit auch der außermenschlichen Schöpfung, und wie sehr sich Gott daran erfreue. Gottes Erlösung betreffe die gesamte Schöpfung; es gehe nicht bloß darum, dass Menschen in den Himmel versetzt werden. Der im Christentum lange Zeit vorherrschende Platonismus hatte die hebräische Sichtweise, dass die physische Welt gut sei, verdrängt.
Bauckhams Herausarbeitung der breiten biblischen Grundlage für eine Schöpfungsgemeinschaft fand Anerkennung. Allerdings gab es Kritik daran, dass er neben dieser starken Betonung andere biblische Aspekte vernachlässigte: Die Besonderheiten des Menschen im Vergleich zu Tieren, das Böse in der Natur, oder die vorrangige Verbindung des Menschen zu Gott und anderen Menschen (mehr noch als zu Tieren).

## Mitgliedschaften
- Mitglied der British Academy
- Mitglied der Royal Society of Edinburgh

## Auszeichnungen
- 2007: Christianity Today: Book Award in Biblical Studies für Jesus and the Eyewitnesses: The Gospels as Eyewitness Testimony
- 2009: Michael Ramsey-Preis für Jesus and the Eyewitnesses: The Gospels as Eyewitness Testimony
- 2010: Franz-Delitzsch-Auszeichnung für The Jewish World around the New Testament

## Schriften (Auswahl)
- Tudor Apocalypse. Sixteenth-century apocalypticism, millenarianism and the English Reformation, Sutton Courtenay Press: Appleford 1978.
- 2 Peter, Jude (= Word Biblical Commentary. Band 50'). Thomas Nelson: Nashville (Tennessee) 1983.
- The Bible in Politics. How to Read the Bible Politically, SPCK (UK), 1989, 2. Auflage 2010 und John Knox Press, Westminster (USA) 2011.
- The Theology of the Book of Revelation, Cambridge University Press: Cambridge 1993, ISBN 978-0-521-35691-6.
- The Theology of Jürgen Moltmann, T&T Clark: London 1995.
- James. Wisdom of James, disciple of Jesus the sage (New Testament Readings), Routledge: London, New York 1999.
- Gospel Women. Studies of the Named Women in the Gospels, London, New York 2002.
- Bible and Mission. Christian Mission in a Postmodern World, Grand Rapids (Michigan) 2003, ISBN 978-0-8010-2771-0.
- Jesus and the Eyewitnesses. The Gospels as Eyewitness Testimony, Wm. B. Eerdmans: Grand Rapids (Michigan) 2006.
- The Testimony of the Beloved Disciple: Narrative, History, and Theology in the Gospel of John, Baker: Grand Rapids (Michigan) 2007, ISBN 0-8010-3485-X.
- The Jewish world around the New Testament. Collected Essays, Vol. I. Mohr Siebeck: Tübingen 2008.
- Jesus and the God of Israel. God Crucified and Other Studies on the New Testament's Christology of Divine Identity, Wm. B. Eerdmans: Grand Rapids (Michigan) 2008, ISBN 978-0-8028-4559-7.
- The Bible and Ecology. Rediscovering the Community of Creation (Sarum Theological Lectures), Baylor University Press: Waco (Texas) 2010.
- Jesus. A Very Short Introduction, Oxford University Press: Oxford 2011, ISBN 0-19-957527-4.
- Living with Other Creatures. Green Exegesis and Theology, Paternoster Press: Milton Keynes (UK) 2012, ISBN 978-1-78078-023-8.

### Als Herausgeber
- The Book of Acts in its First Century Setting. Vol. IV: The Book of Acts in its Palestinian Setting, Carlisle und Grand Rapids (Michigan) 1995.
- The Gospels for All Christians: Rethinking the Gospel Audiences, Eerdmans: Grand Rapids (Michigan) und T. & T. Clark: Edinburgh 1998.
- God will be All in All: The Eschatology of Jürgen Moltmann, T. & T. Clark: Edinburgh 1999.
- mit Carl Mosser: The Gospel of John and Christian Theology. Eerdmans: Grand Rapids (Michigan) 2008.
- mit Daniel R. Driver, Trevor A. Hart und Nathan MacDonald: A Cloud of Witnesses: The Theology of Hebrews in its Ancient Context. T. & T. Clark (Continuum): London 2008.
- mit Daniel R. Driver, Trevor A. Hart und Nathan MacDonald: The Epistle to the Hebrews and Christian Theology. Eerdmans: Grand Rapids (Michigan) 2009.